# Набиев, Рахмон Набиевич
Рахмо́н Наби́евич Наби́ев (тадж. Раҳмон Набиевич Набиев; 5 октября 1930 — 11 апреля 1993) — таджикский и советский партийный и государственный деятель, первый секретарь ЦК Компартии Таджикистана (1982—1985), первый президент независимого Таджикистана (1991—1992).
Недолгий период президентства Набиева ознаменован началом гражданской войны в Таджикистане, вызванной стремлением к переделу власти в республике. 7 сентября 1992 года под давлением подал в отставку и спустя 7 месяцев умер при загадочных обстоятельствах.

## Биография

### Ранние годы и трудовая деятельность
Рахмон Набиев родился 5 октября 1930 года в таджикской семье обычных дехкан, в селении Шейхбурхан Ходжентского района (ныне Гафуровский район) Ленинабадской (ныне Согдийская область) области Таджикской ССР. Провёл тяжёлое детство, которое частично пришлось на период Великой Отечественной войны. Начиная со старших классов в школе, в 1946 году с 16-лет стал работать учётчиком в колхозе. В том же году поступил в Ленинабадский сельскохозяйственный техникум, который окончил в 1949 году и продолжил учёбу в Ташкенте, поступив в Ташкентский институт инженеров ирригации и механизации сельского хозяйства. После окончания данного ВУЗа в 1954 году, стал работать в течение двух лет главным инженером машинно-тракторной станции в Исфисоре. В 1956—1959 годах работал главным инженером ремонтно-технической станции Ходжентского района, а в 1959—1960 годах являлся директором этой станции, а также начальником главного управления министерства сельского хозяйства Таджикской ССР и заместителем председателя республиканского объединения «Таджиксельхозтехника».

### Начало политической деятельности
С 1961 году Рахмон Набиев вступил в КП ТаджССР (республиканское отделение КПСС) и начал работать заместителем заведующего, чуть позднее уже заведующим отделом ЦК КП ТаджССР. В середине 1960-х годов стал инспектором Среднеазиатского бюро ЦК КПСС, затем вновь стал заведующим отделом ЦК КП ТаджССР.
В 1971—1973 годах являлся министром сельского хозяйства Таджикской ССР. В 1973—1982 годах являлся председателем Совета Министров Таджикской ССР, став одним из главных лиц республики.

### Во главе Таджикской ССР
В 1982 году Рахмон Набиев был назначен первым секретарём ЦК КП ТаджССР, став руководителем республики. В 1985 году был смещен с должности «за пристрастие к кутежам и спиртному».
В 1986—1991 годах — председатель президиума Центрального совета общества охраны природы Таджикской ССР.
Член Центральной ревизионной комиссии КПСС (1976—1986). Депутат Совета Союза Верховного Совета СССР 9-11-го созывов (1974—1989) от Таджикской ССР.
В 1990 году избран депутатом Верховного Совета Таджикистана, а в сентябре 1991 года становится его председателем.

### На посту президента Таджикистана
9 сентября 1991 года Таджикистан объявил о своей независимости. Временным президентом республики после отставки Каххара Махкамова являлся Кадриддин Аслонов. 24 ноября 1991 года состоялись первые в истории независимого Таджикистана президентские выборы. Рахмон Набиев был выдвинут большинством депутатов Верховного Совета Республики Таджикистан в качестве кандидата от правящей Коммунистической партии Таджикистана. Набиев выступал за сохранение Таджикистана в качестве неокоммунистического светского государства с развитым промышленным и сельскохозяйственным сектором, с приоритетом во внешней политике и союзнических отношениях с бывшими союзными республиками, прежде всего с Узбекистаном, Россией, Казахстаном, Украиной, Кыргызстаном и Белоруссией. Его основным соперником стал известный кинорежиссёр и диссидент — Давлатназар Худоназаров, который был выдвинут от оппозиционной Демократической партии Таджикистана и поддержан остальными оппозиционными силами. Объединённая оппозиция, включающая демократические, националистические и исламистские силы выступали за свободный Таджикистан с внешней политикой, ориентированной прежде всего на страны Запада и Исламского мира. По итогам выборов, Рахмон Набиев по официальным данным набрал 58,52 % голосов и был избран президентом Республики Таджикистан, а Давлатназар Худоназаров набрал 30,10 % голосов, заняв второе место. Наибольшая поддержка у Набиева была в двух самых густонаселённых регионах республики — Ленинабадской и Кулябской областях. У оппозиции широкая поддержка проявилась в Горно-Бадахшанской автономной области и районах республиканского подчинения. Таким образом, коммунистов поддержали регионы, находящиеся преимущественно в долинах и низменностях, а оппозицию поддержали преимущественно высокогорные регионы. Оппозиция не признала итоги выборов, обвинив власти в фальсификации результатов. Рахмон Набиев принёс присягу на последней версии Конституции Таджикской ССР, которая была принята в 1978 году, так как независимый Таджикистан пока не имел свою новую Конституцию.
21 декабря 1991 года Рахмон Набиев в Алма-Ате вместе с главами некоторых бывших союзных республик подписал Алма-Атинскую декларацию о создании Содружества Независимых Государств. 2 марта 1992 года присутствовал при торжественном поднятии флага Таджикистана возле штаб-квартиры ООН в Нью-Йорке, после официального членства Республики Таджикистан в ООН. 15 мая 1992 года Набиев подписал в Ташкенте договор о коллективной безопасности (ДКБ). При твёрдой позиции Набиева, из Таджикистана не ушла 201-я российская военная база, хотя оппозиция требовала немедленное закрытие этой базы. Пророссийская и проузбекская позиция Рахмона Набиева, а также его видение будущего Таджикистана исключительно как светского государства нашли поддержку у России, Узбекистана и Казахстана и их лидеров — Бориса Ельцина, Ислама Каримова и Нурсултана Назарбаева соответственно.

#### Гражданская война в Таджикистане
В марте 1992 года в стране началась гражданская война. Началом этому послужил арест оппозиционного мэра Душанбе Максуда Икромова. Поначалу люди требовали «демократических» преобразований, принятия новой конституции и возвращения генерала Мамадаёза Навджуванова на должность министра внутренних дел, незаконно обвинённого и снятого с должности. Президент Набиев и спикер парламента Кенджаев восстановили его в должности. Вскоре начинают звучать требования отставки спикера, всего парламента, а затем и президента. В Душанбе проходят антиправительственные митинги на главной площади, вскоре на другой стороне площади организуется проправительственный митинг в поддержку Правительства. У обеих сторон появилось оружие, после чего по городу прокатились беспорядки, оппозиция захватила президентский дворец и вокзал Душанбе. Милиция объявила нейтралитет, фактически перейдя на сторону оппозиции. Спешно созданная Президентская Гвардия во главе генерал-майора Бахрома Рахмонова со всем вооружением, танками и БТР-ами перешла на сторону оппозиции. 11 мая 1992 года под давлением оппозиции Набиев согласился на создание коалиционного правительства с её участием.
В августе ситуация резко обострилась. В Душанбе прошли многотысячные выступления и манифестации оппозиции, произошли столкновения митингующих с военными. Митингующие окружили здание в Душанбе, где по их данным находился президент. Набиев был предупреждён КГБ об объявленной оппозицией охоте на него, и спешно укрылся в расположении 201-й российской мотострелковой дивизии в Душанбе. 7 сентября Рахмон Набиев пытался вылететь из душанбинского аэропорта в Худжанд, для участия в чрезвычайной сессии Верховного совета, но у аэропорта его кортеж был остановлен хорошо вооруженной преступной группировкой объединённой таджикской оппозиции. В ходе перестрелки между боевиками и охраной президента, погиб один сотрудник милиции и трое сотрудников КГБ (из числа охраны президента) были ранены. Там же под давлением оппозиции и некоторых своих советников и приближённых, Набиев подписал заявление об отставке с поста президента, с условием личной неприкосновенности и неприкосновенности своей семьи. Затем президента Набиева и его окружение доставили на правительственную дачу Совмина. Чтобы не допустить расправы над президентом, Рамазон Мирзоев связался по телефону с руководством тогдашнего ГУБОП МВД (6-е управление, фактически подчинялось МВД СССР, а потом МВД РФ) и попросил содействия в освобождении президента. Спешно прибывшие на правительственную дачу две автомашины во главе с заместителем начальника данного управления подполковником милиции Махмудовым М. воспользовавшись моментом, скрытно вывезли президента с территории правительственной дачи и на трёх автомашинах благополучно доставили его в город Худжанд. Исполняющим обязанности президента стал председатель Верховного совета Республики Таджикистан Акбаршо Искандаров. Новость об отставке Набиева вызвала эйфорию у митингующих, и оппозиция начала новый этап борьбы с официальными властями. Рахмон Набиев заявил об уходе из политики и получил возможность уехать в Худжанд, где поселился там с семьёй в своём одноэтажном доме, который некоторое время охранялся военными и милицией.

### Смерть, похороны и память
Рахмон Набиев умер 11 апреля 1993 года в своём доме в Худжанде, в 62-летнем возрасте. Согласно официальной версии, смерть наступила в результате обширного инфаркта, родственники Набиева считают, что он был убит — по словам супруги Набиева, на его теле были обнаружены кровоподтёки и другие следы насильственной смерти.
Рахмон Набиев был похоронен в Худжанде, где были организованы государственные похороны. Похоронную комиссию возглавил тогдашний премьер-министр республики — Абдумалик Абдулладжанов. На похоронах присутствовали практически все члены руководства и правительства республики, в том числе председатель Верховного Совета Республики Таджикистан и фактический руководитель страны (так как должность президента была упразднена уже полгода) — Эмомали Рахмонов, а также зарубежные гости и послы иностранных государств.
В память о Рахмоне Набиеве, по всему Таджикистану названы его именем улицы, школы и некоторые другие государственные учреждения и объекты.

## Семья и увлечения
Супруга — Майрам Сайдуллаевна Набиева 01.05.1939 года рождения. Погибла 28 декабря 2017 года у себя дома в Худжанде, предположительно от отравления угарным газом в ходе возникшего пожара. На момент пожара она была дома одна. Причиной пожара было указано неправильное использование электроприборов.
У Рахмона и Майрам Набиевых родились трое детей — сыновья Рашид (1963 г/р) и Рустам (1969 г/р), а также дочь Мунаввара (1960 г/р). Старший сын — Рашид умер в 1997 году в возрасте 33 лет при неясных обстоятельствах, и по некоторым данным был убит. Младший сын Рустам проживает в Москве и занимается бизнесом, дочь Мунаввара проживает в Душанбе, является кандидатом экономических наук.
Рахмон Набиев любил футбол, болел за душанбинский клуб «Памир» и всячески его поддерживал. Помимо таджикского языка, свободно владел русским и узбекским языками, понимал и немного говорил на персидском языке и дари, увлекался персо-таджикской поэзией и литературой, также хорошо знал русскую литературу.